# King Kunta
"King Kunta" é o terceiro single do rapper estadunidense Kendrick Lamar para seu terceiro álbum de estúdio To Pimp a Butterfly. Foi lançado em 24 de março de 2015.
A canção contém uma interpolação de "Get Nekkid", escrito por Johnny Burns e realizada por Mausberg, versos de "Smooth Criminal", escrito e realizado por Michael Jackson, elementos da canção "The Payback" de James Brown, escrito por Brown, Fred Wesley e John Starks ; e uma amostra a partir da música de 1994 "We Want the Funk", escrito e realizado por Ahmad Lewis.

## Musica e vídeo
O videoclipe foi lançado na plataforma VEVO em 2 de abril de 2015.

## Desempenho nas paradas
| Paradas (2015)                                | Melhor posição |
| --------------------------------------------- | -------------- |
| Austrália (ARIA)                              | 43             |
| Bélgica (Ultratip Bubbling Under de Flandres) | 78             |
| Estados Unidos (Billboard Hot 100)            | 61             |
| Estados Unidos (Billboard R&B/Hip-Hop Songs)  | 22             |
| Estados Unidos (Billboard Hot Rap Songs)      | 13             |
| Irlanda (IRMA)                                | 47             |
| Nova Zelândia (Recorded Music NZ)             | 30             |
| Países Baixos (Single Top 100)                | 70             |
| Reino Unido (UK Singles Chart)                | 56             |